# Реп’євка (Інзенський район)
Реп’євка (рос. Репьевка) — село в Інзенському районі Ульяновської області Російської Федерації.
Населення становить 398 осіб. Входить до складу муніципального утворення Черьомушкинське сільське поселення.

## Історія
Від 2004 року входить до складу муніципального утворення Черьомушкинське сільське поселення.

## Населення
| 2010 |
| ---- |
| 398  |